# شتگان
شتگان (نام علمی: Aphididae) نام یک تیره از بالاخانواده شته است.